# Mechernich
Mechernich é uma cidade da Alemanha, localizado no distrito de  Euskirchen, Renânia do Norte-Vestfália.